# Óscar de la Hoya vs. Floyd Mayweather Jr.
Óscar de la Hoya vs. Floyd Mayweather Jr. è stato un celebre incontro di pugilato tra i due pesi superwelter Óscar de la Hoya e Floyd Mayweather Jr., disputato il 5 maggio 2007 presso la MGM Grand Arena di Las Vegas, Nevada.
Il match è noto anche come De La Hoya vs. Mayweather: The World Awaits, per ragioni di tipo promozionale.
Mayweather ha vinto l'incontro ai punti al termine delle 12 riprese, con verdetto non unanime dei giudici; si è pertanto aggiudicato il titolo di campione superwelter WBC.

## Organizzazione
L'incontro è stato organizzato dalla Golden Boy Promotions, società di proprietà dello stesso de La Hoya; a scopo promozionale, è stato scelto lo slogan "The World Awaits" (in italiano: "Il mondo aspetta").
I biglietti venduti hanno permesso di incassare la cifra di circa 19 milioni di dollari; è stato pertanto battuto il record di 16 860 300 dollari, incassati nel 1999 in occasione della sfida tra Lennox Lewis ed Evander Holyfield. Gli oltre 2 milioni di acquisti via pay-per-view solamente negli Stati Uniti d'America, hanno generato un introito di oltre 120 milioni di dollari.
L'evento è stato preceduto da alcuni incontri di contorno, che hanno visto tra i protagonisti pugili come Rey Bautista e Alex John Banal.
Al momento del combattimento Floyd Mayweather Jr. (soprannominato "Pretty Boy", 68,030 kg o 150 libbre di peso) è campione in carica dei pesi welter, Óscar de la Hoya (soprannominato "Golden Boy", 69,850 kg.) dei pesi medi. Ad essere favorito secondo gli scommettitori è il trentenne Mayweather, fino ad allora imbattuto in 37 incontri.

## Verdetto
La vittoria ai punti di Mayweather è stata frutto di un verdetto non unanime. I giudici Jerry Roth e Chuck Giampa hanno stabilito la vittoria del "Pretty Boy" rispettivamente per 115-113 e 116-112, mentre Tom Kaczmarek ha deciso per un 113-115 in favore di de La Hoya.
Grazie a questo successo, Mayweather ha conquistato il quinto titolo in cinque categorie differenti; aveva infatti già vinto nei: superpiuma, leggeri, superleggeri e welter.